# Franz Murer
Pour les articles homonymes, voir Murer.
Franz Murer, né le 24 janvier 1912 à Sankt Georgen ob Murau, Autriche et mort le 5 janvier 1994 à Leoben, Autriche, est un officier SS (Oberscharführer) qui fut surnommé le Boucher de Vilnius.

## Biographie
Il a rejoint le NSDAP en 1938. Il est formé dans la jeunesse hitlérienne à Nuremberg. Il est transféré à Vilnius et de 1941 à 1943 il est responsable des affaires juives en tant que député du commissaire territorial Reichskommissariat Ostland avec Hans Hingst.
Il est à la tête du ghetto de Vilnius en Lituanie occupée où il procède à l'élimination massive de la population juive. Il est remplacé le 1er juillet 1943 par Bruno Kittel qui liquide le ghetto,.
Après-guerre, Murer déménage à Gaishorn am See, district de Liezen, en Styrie (Steiermark) en Autriche. Près de sa résidence Admont se trouve un camp de réfugiés. Le témoignage d'Avrom Sutzkever en février 1946 au Procès de Nuremberg l'accable pour ses assassinats massifs des Juifs de Vilnius. En 1947, il est reconnu par l'un d'eux et les autorités britanniques l’arrêtent. En décembre 1948 il est extradé vers l'URSS puisque Vilnius est sous juridiction soviétique. Il est jugé coupable d'avoir tué des ressortissants soviétiques et est condamné à 25 ans de travaux forcés. Il est libéré en 1955 selon les termes du Traité d'État autrichien et retourne en Autriche où sa peine n'est pas poursuivie.
Simon Wiesenthal réussit à l'arrêter et obtient qu'il soit de nouveau jugé à Graz en 1963. Le procès dure une semaine à l'issue duquel il est acquitté,. L'acquittement est annulé le 22 avril 1964 par la Cour suprême en raison d'un recours en annulation du parquet. Le 24 juillet 1974, la procédure contre Franz Murer prend fin et il ne sera pas poursuivi. Le procès a fait l'objet d'un film en 2018 film Murer – Anatomie eines Prozesses (Murer – Anatomie d'un procès).